# ボンネットバス

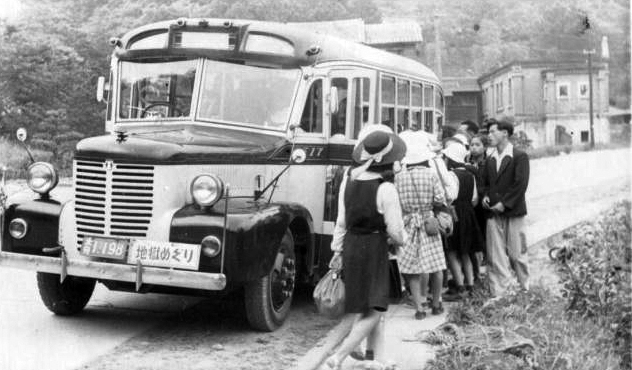
1950年代、別府地獄めぐりに使われていたボンネットバス。

ボンネットバス（和製英語：Bonnet Bus）は、エンジンを搭載したボンネットが運転席前方下に突き出ている構造のバス車両。日本では昭和期に広く使われ、平成以降はレトロを感じられる観光用として運行・保存されている。アメリカ合衆国ではスクールバスなどに利用されているが、中国や台湾では珍しい存在といわれている。

## 概要

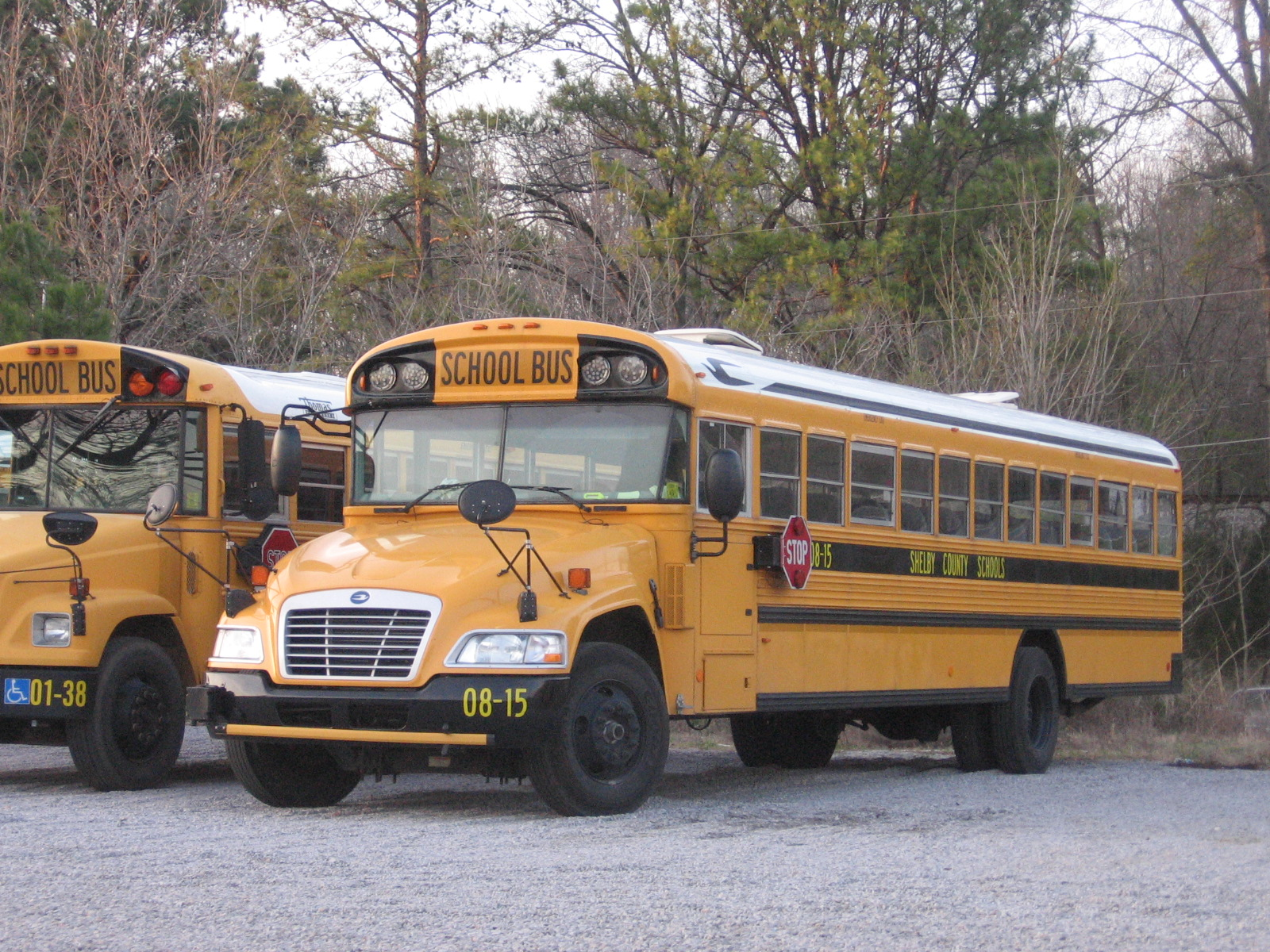
現代のボンネットバスの一例
ブルーバード・ビジョン（アメリカ合衆国）

バスにおいては古くから存在する形態である。エンジンの保守や放熱、客室の安静化に効果があるが、エンジンの上も客室として利用可能なリアエンジンバス等と比較すると、ボンネット部の空間は単なる機器スペースということになり、その分、輸送効率は低下する。しかし、ボンネット部が衝突事故の際の緩衝作用を担ってくれるため、乗務員の安全性を確保する上でも利点がある。また騒音や振動の面でも有利である。
ボンネットバスは、構造上、前輪が運転席より前方に位置しており、山間部の狭い道路では運転手が路肩の位置を把握しやすく、山間部での運行に適しているとされる。また、通常のバスの箱型車体の場合にはオーバーハングが民家の軒に支障をきたすのに対し、ボンネットバスでは軒下をくぐりながら通行することも可能であった。
先進国の多くではボンネット型=旧式のイメージがあるが、アメリカ合衆国では大型トラックに見られるようにボンネット型が好まれる傾向もあり、現在も新型車の開発と生産が続けられている。スクールバスをはじめ、米軍、国家機関や州政府などにも採用されているほか、中南米やアフリカなどに輸出されている。

## 日本のボンネットバス
日本では第二次世界大戦の戦前から戦中にかけて軍需用のボンネットトラックの国産化が進んだ。
日本においては1950年代頃までは、大多数のバスがボンネットを持った形状であったため「ボンネットバス」の呼称はなかったが、キャブオーバーバスおよびリアエンジンバスの台頭と共にそれらと区別するため、ボンネットを持った形状のバスは「ボンネットバス」と呼ばれるようになった（レトロニム）。
現在のリアエンジンバスでは軽油を燃料とするディーゼルエンジンが主流だが、ボンネットバスにはガソリンエンジン車も存在した。また第二次世界大戦中は燃料不足対策として、ボンネットバスの燃料を木炭に代替した木炭自動車が多く運行され「代燃車」と呼ばれた。戦後、高度経済成長期の前期にかけ、物流網の急拡大につれてボンネットトラックの需要が高まるとともに、公共交通へのボンネットバス導入も増加していった。しかし、1970年代になると、より効率的な輸送体系が求められるようになり、ボンネットバスは次第に減少していった。
日本の一般路線バスにおいては、1982年には江若交通、1984年には呉市交通局の路線用車が運用離脱したことで、ボンネットバスの定期運用はいったん消滅した。
季節運行においては、岩手県北自動車が同県八幡平市の松川温泉線において、厳冬期のみ路線バスとして現役運行されている。これは当該ボンネットバスが四輪駆動車のため、雪深い山岳区間のアイスバーン対策として、（ボンネットバスがまだ珍しくなかった頃より）当該路線への冬期充当が途切れなく続けられてきたためであり、実用意図を持っている形でボンネットバスが現役運行されている例としては、国内唯一である。

### 日本製ボンネットバスの車種
- いすゞ自動車 - いすゞ・BX

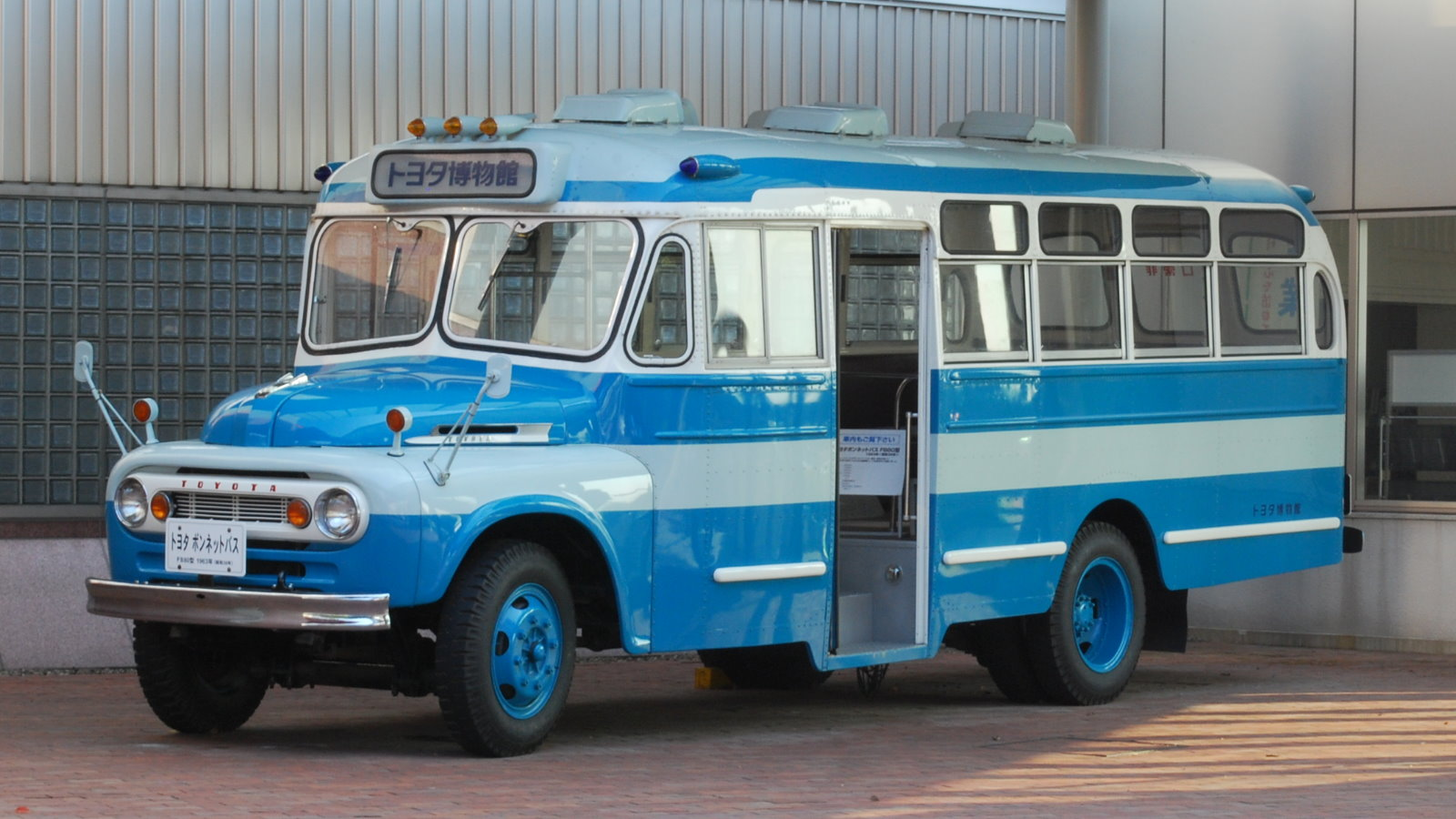
トヨタ・ボンネットバスFB80型 1963年式 トヨタ博物館展示車
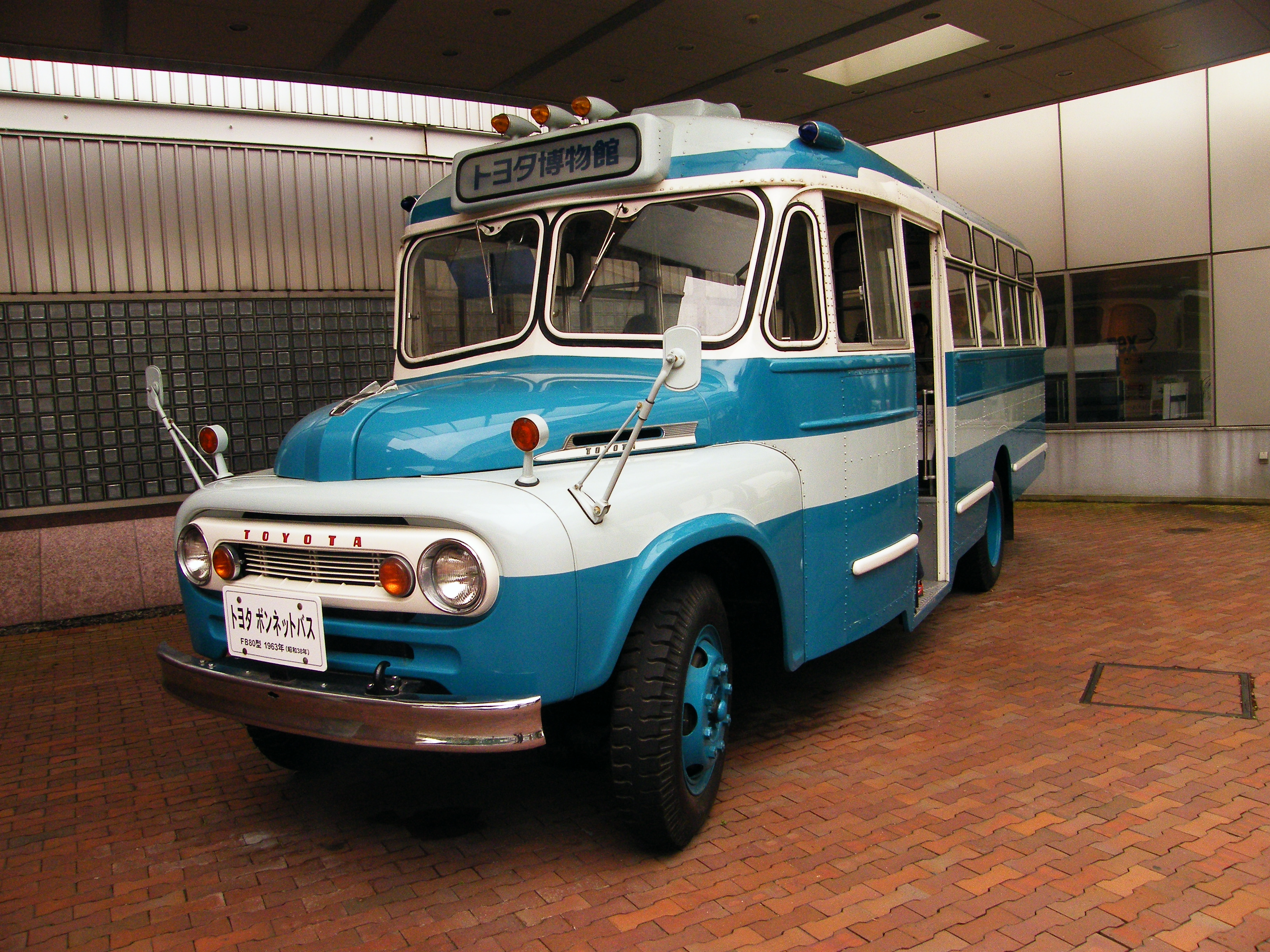
トヨタ・ボンネットバスFB80型 1963年式 トヨタ博物館展示車
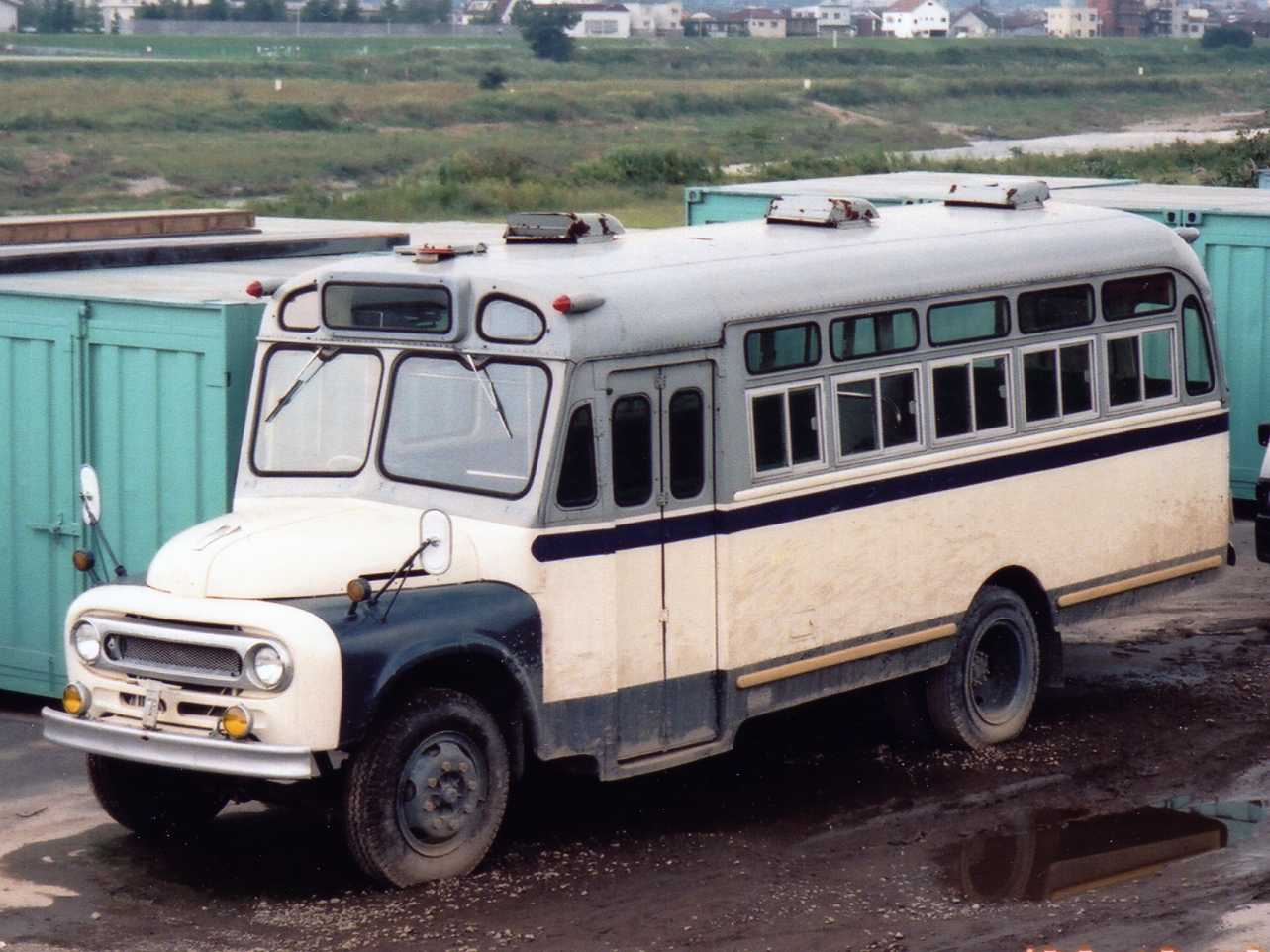
トヨタ・ボンネットバスFB型 多摩川河川敷に置かれた廃車体
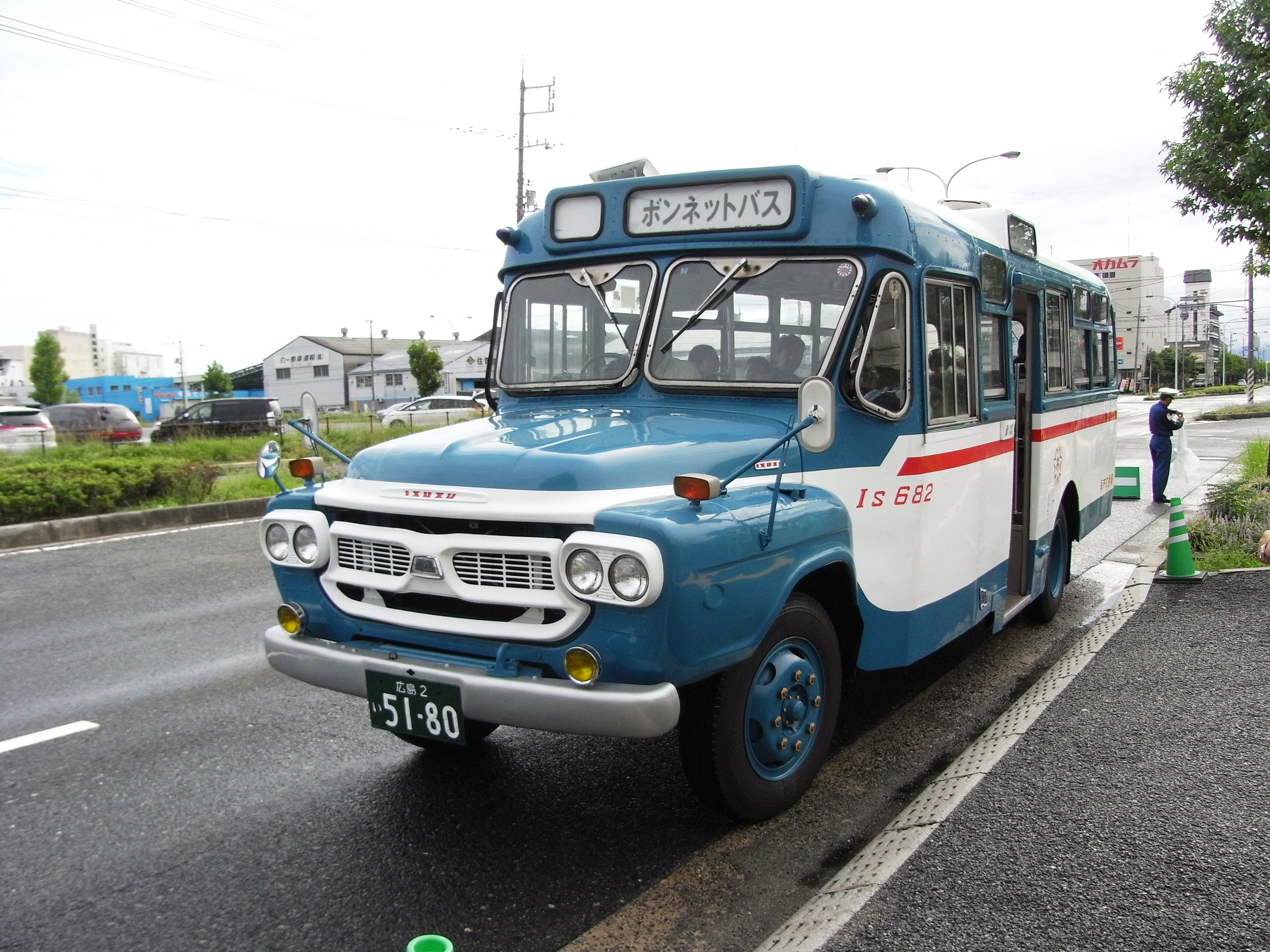
呉市交通局で最後まで使われた車両の1両。現在は市がイベント用に保存。 いすゞ・BXD30
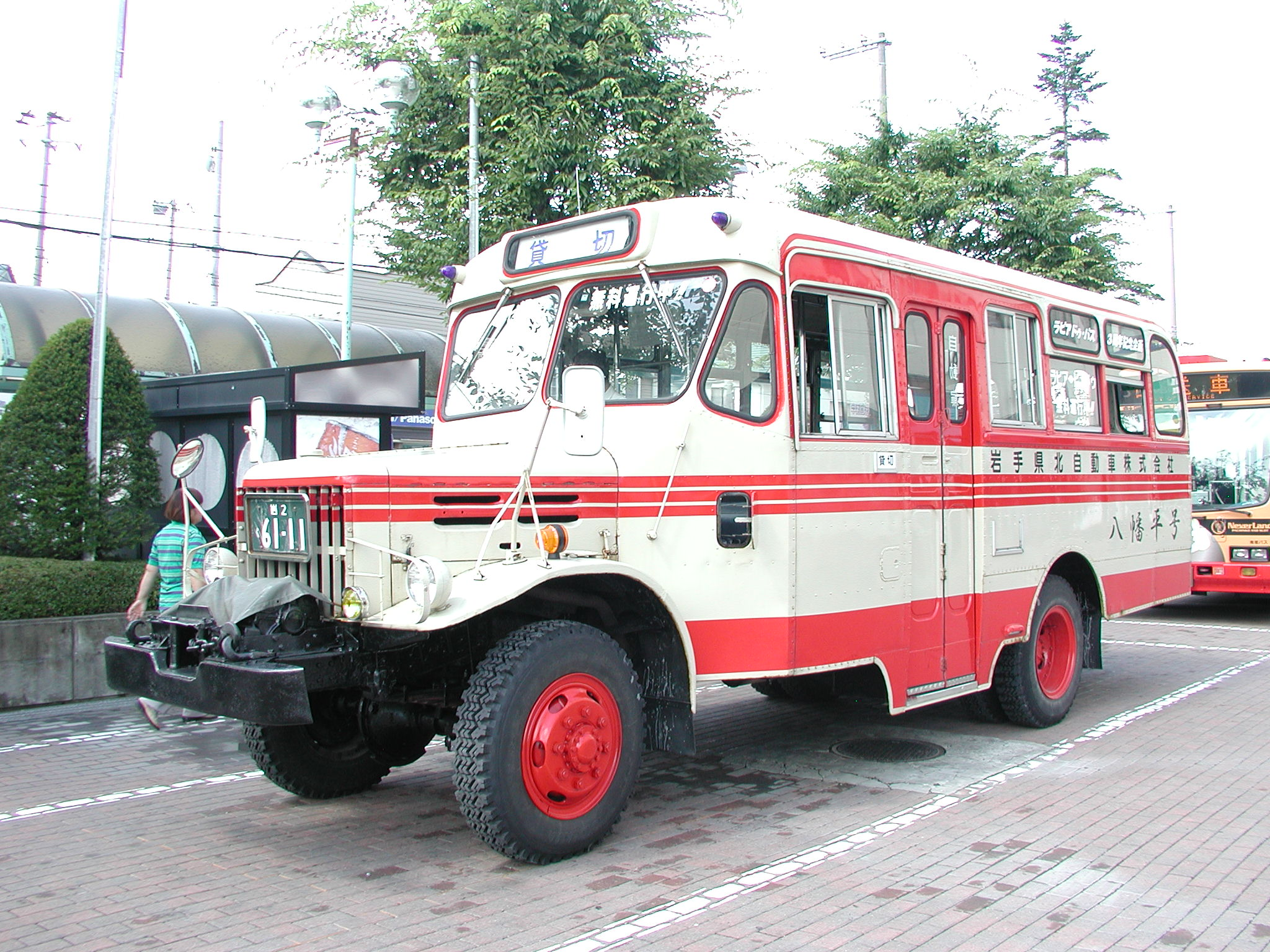
岩手県北自動車「八幡平号」。豪雪地帯であるため四輪駆動車を使用。 いすゞ・TSD40改

### 観光用・話題作りの方策へ
1970年代後半以降は、観光路線において目玉車両として運行する例が登場した。その嚆矢となったのが、1976年6月より運行を開始した、東海自動車の「伊豆の踊子号」である。以後、観光用の路線バスとして運行される事例が増加してゆくことになる。
最後までボンネットバスを製造していたのがいすゞだったため、現在残っている車両もいすゞ車が多い。
また、1987年に上毛電気鉄道で運行を開始した日野BH15型は、バス利用促進のための話題作りとして、廃車されていたバスをレストアしたもので、ダイヤ限定ながら通常の生活路線で利用されていた。上毛電気鉄道での運行終了後は、日野自動車の企業博物館である日野オートプラザで保存車両として展示されている。
以後、廃車になっていたボンネットバスをレストアして、営業運行に使用するケースも散見されるようになっているが、これには高度なレストア技術を持つ福山自動車時計博物館の功績も大きく、同館経由で入手された車両が非常に多い。

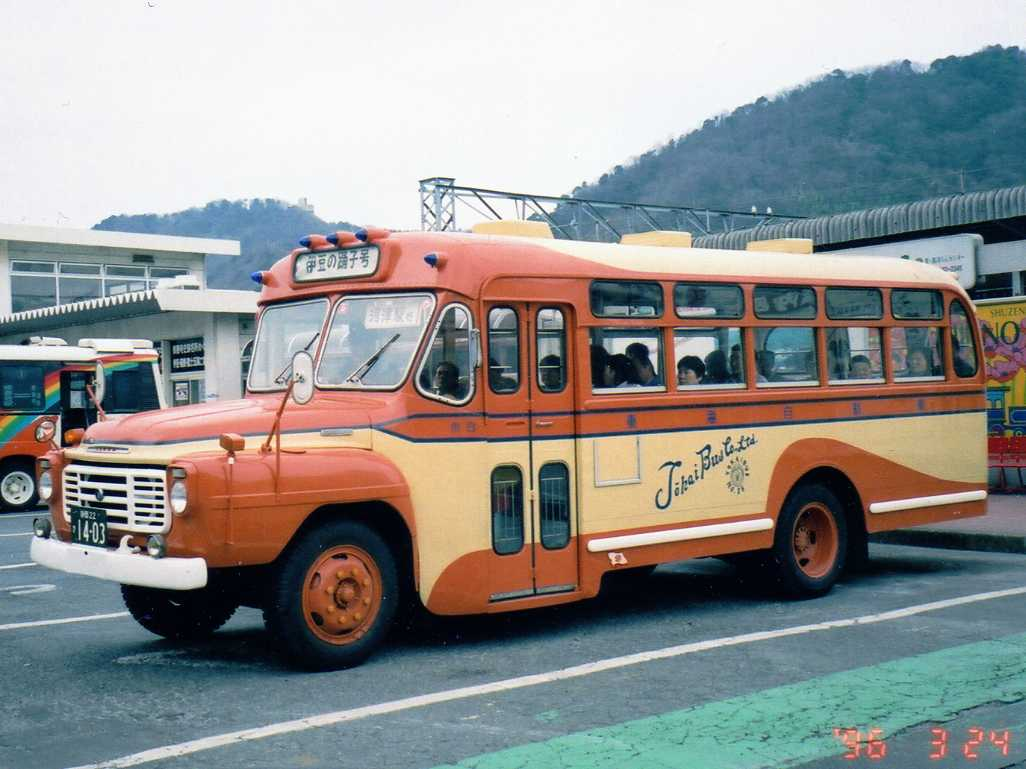
東海自動車「伊豆の踊子号」。観光用ボンネットバスの嚆矢となった いすゞ・BXD30
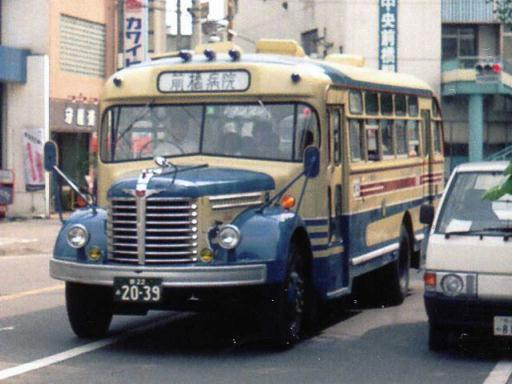
上毛電気鉄道がバス利用促進のため導入したレストア車両。現在は日野オートプラザで展示中 日野・BH15
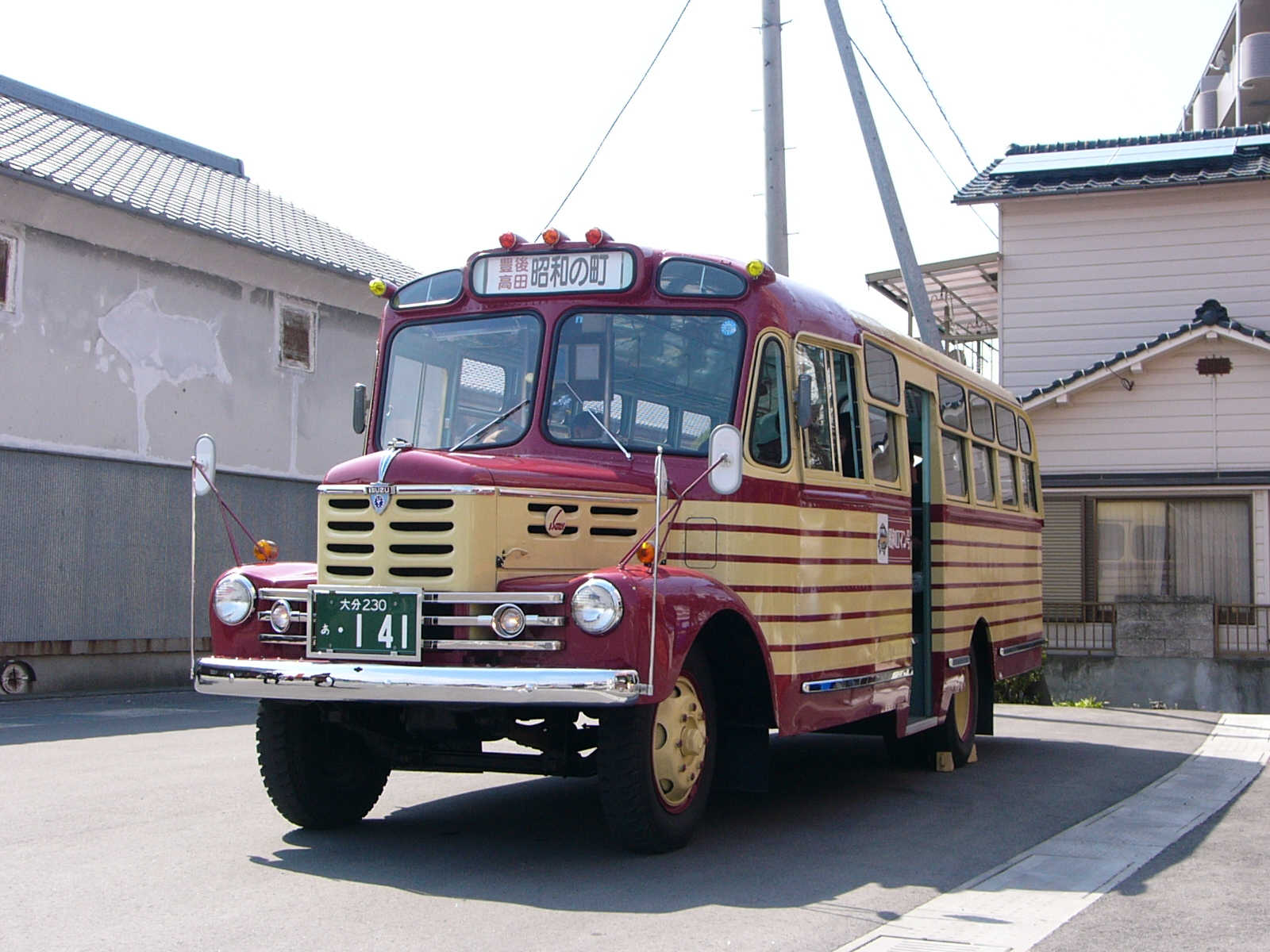
豊後高田市の観光イベントとして無料で定期運行される。大交北部バスが運行受託 いすゞ・BX141

### 排出ガス規制への対応
しかし、いかに観光用の保存車両とはいえ営業用として運行する以上、排出ガス規制から逃れることはできない。また製造終了から相当な年月が経過し、部品の確保も困難となり、運行継続が困難となった。このため、上毛電気鉄道のボンネットバスは1993年に運行を終了（同社はバス事業からも撤退、バスは日野自動車に引き取られた）、その後も西東京バス「夕やけ小やけ号」のように、ボンネットバスの運行を終了するケースが多くなった。
その一方、神戸市交通局は排出ガス規制に対応したトラック用シャーシをベースにして、ボンネットバスのレプリカ「こべっこII世号」を製造させた。「こべっこII世号」はさらに、2006年にはCNGバスへの改造が行われている。また、磐梯東都バス「森のくまさん号」では廃食用油を原料としたバイオディーゼル燃料を使用し、環境に優しいバスをアピールする方策も見られた。
また近年では、マイクロバスをレトロ調ボンネットバスとして仕立て上げ、定期観光バスや観光地の路線バスなどに使用されるケースも多数ある。詳細は「ファンタスティックバス」を参照。

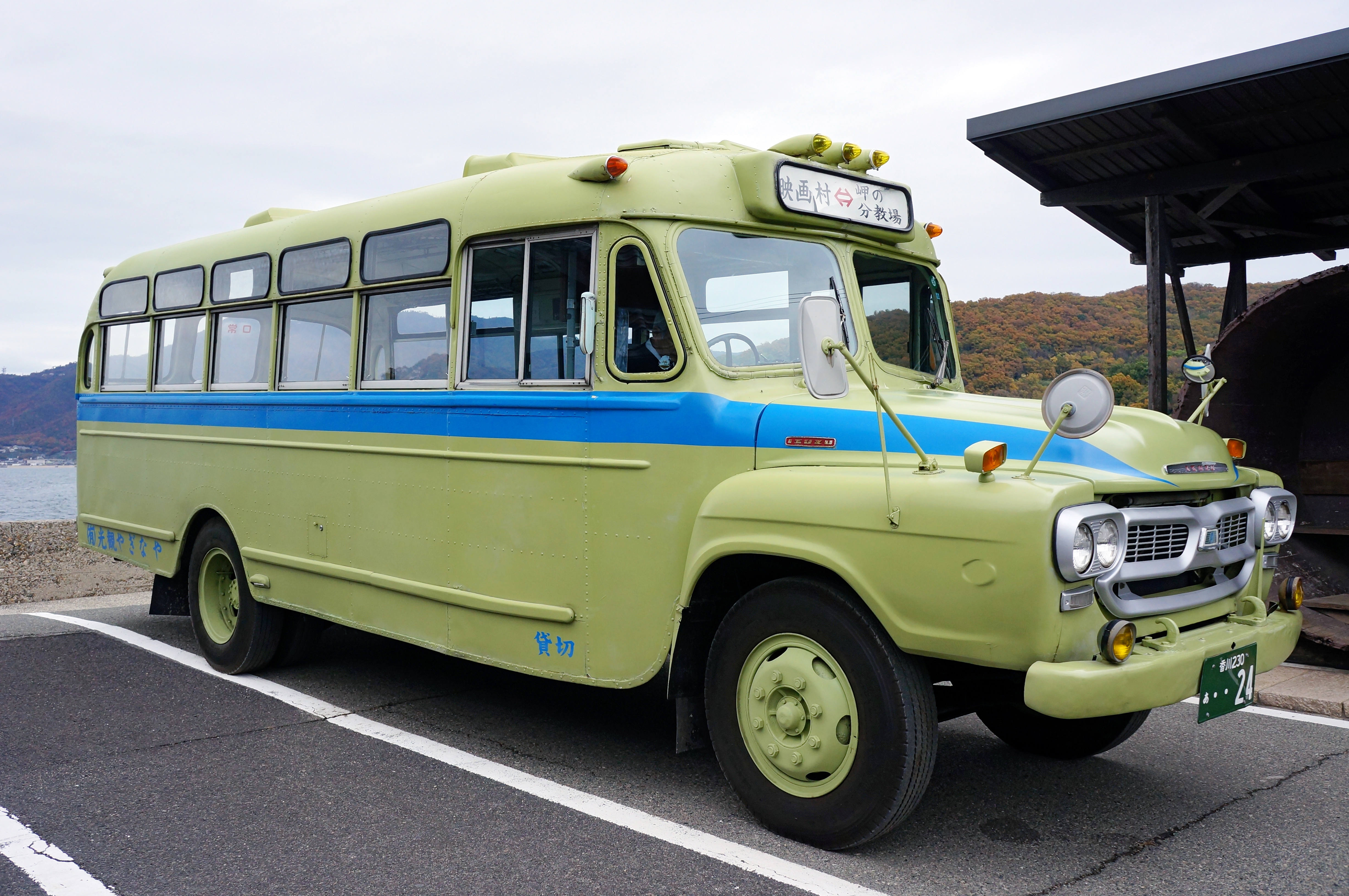
二十四の瞳映画村と岬の分教場を往復するシャトルバス（現在は、銀色に青帯の塗色） いすゞ・BXD50
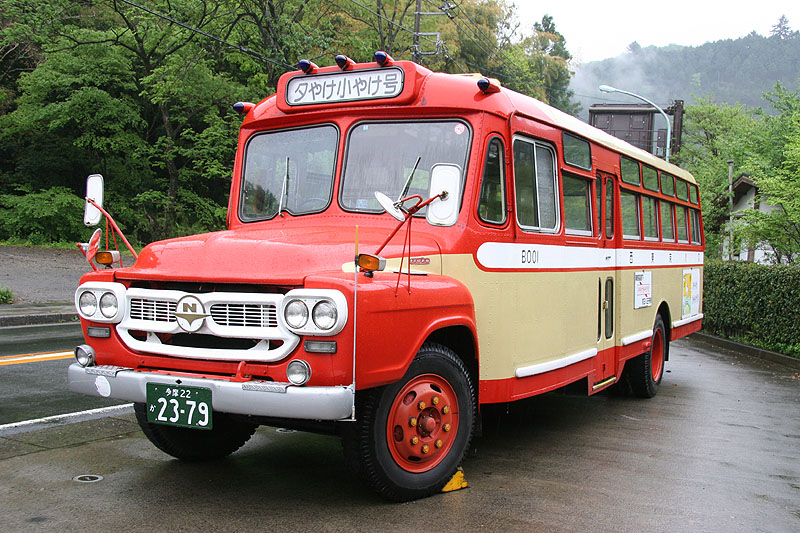
2007年5月に定期運行を終了した西東京バス「夕やけ小やけ号」 いすゞ・BXD50
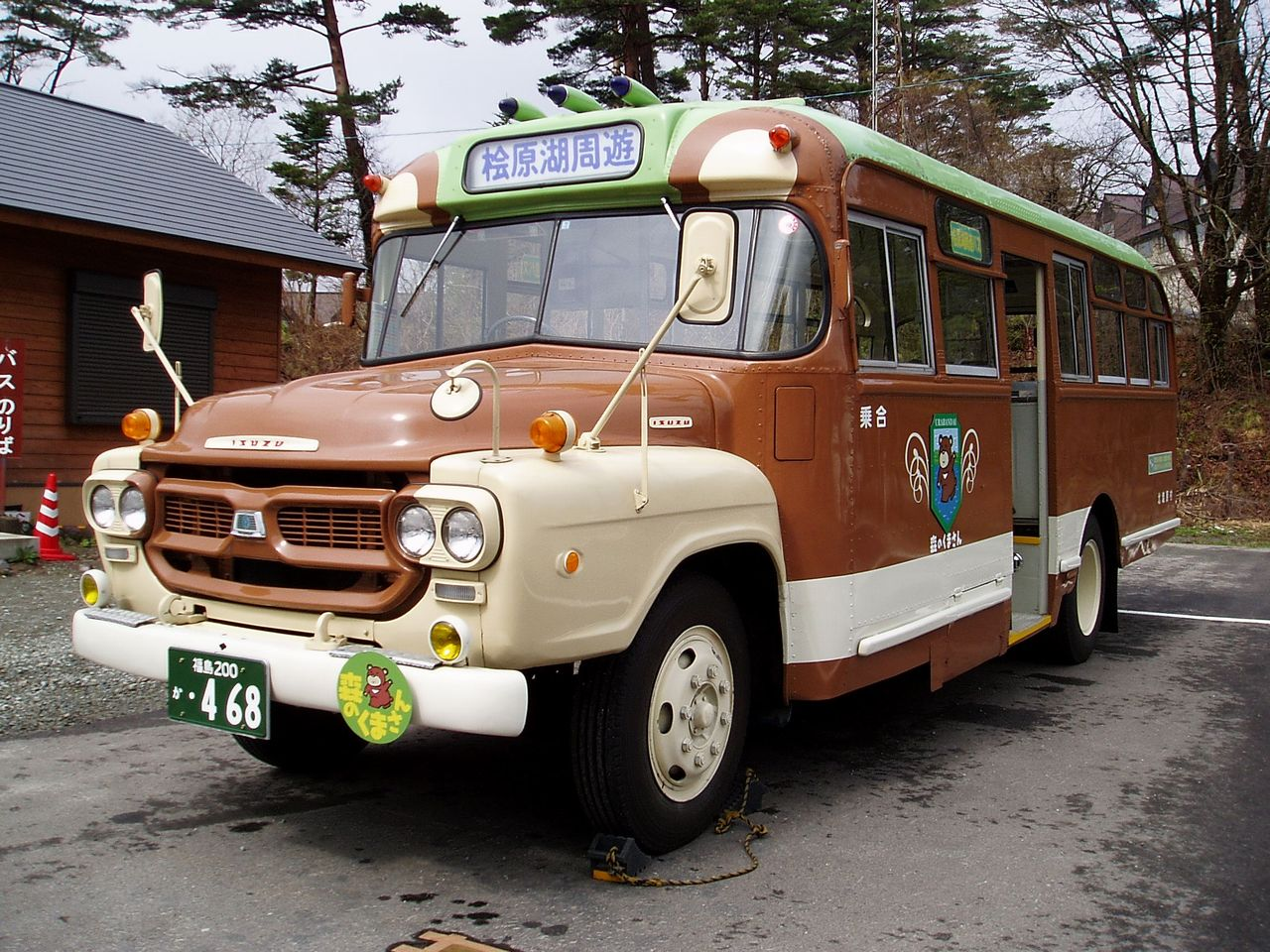
バイオディーゼル燃料で走る磐梯東都バス「森のくまさん号」 いすゞ・BXD30
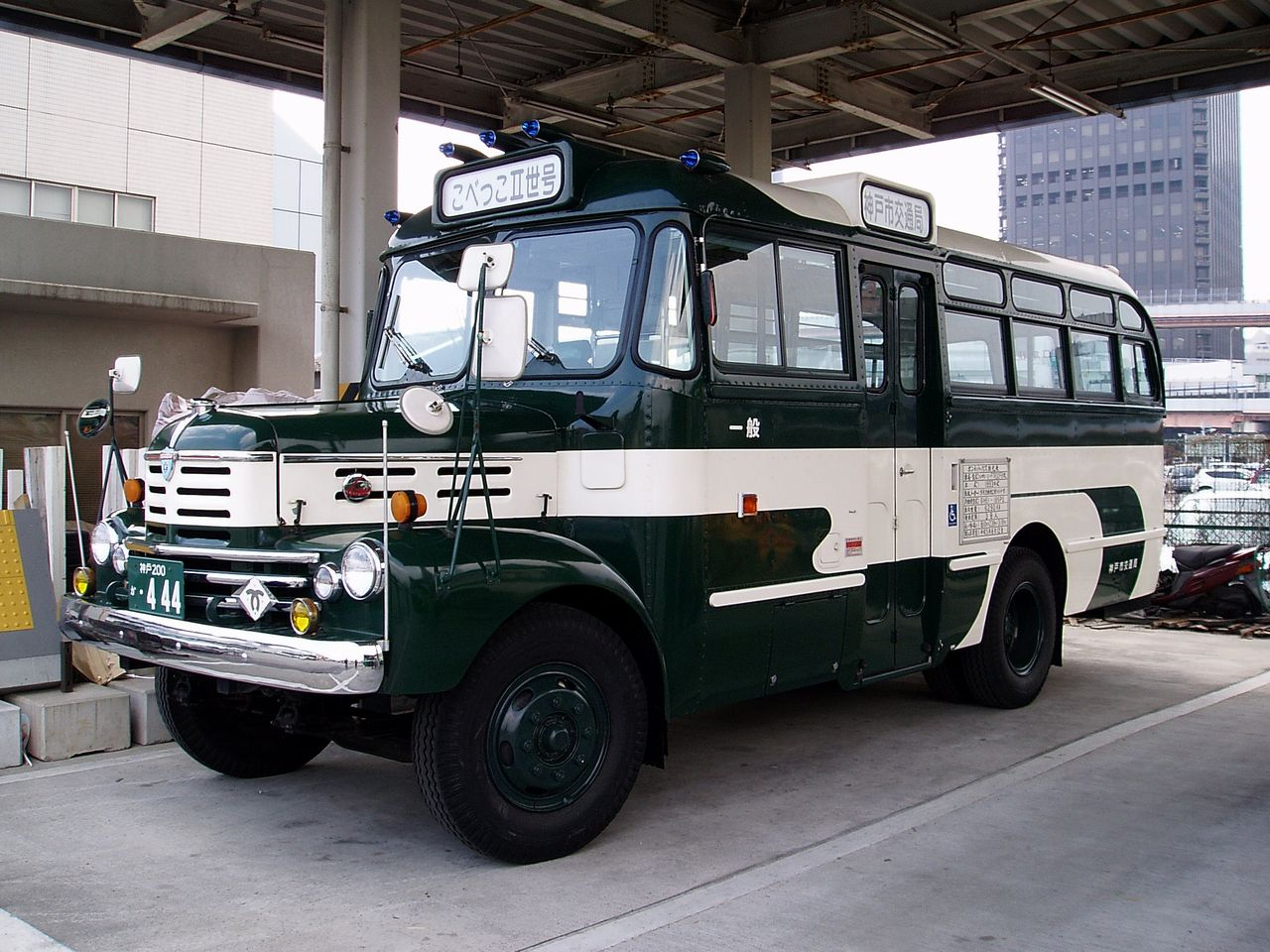
排出ガスに適合させて新造した神戸市交通局「こべっこII世号」 いすゞ・U-FTR32FB改
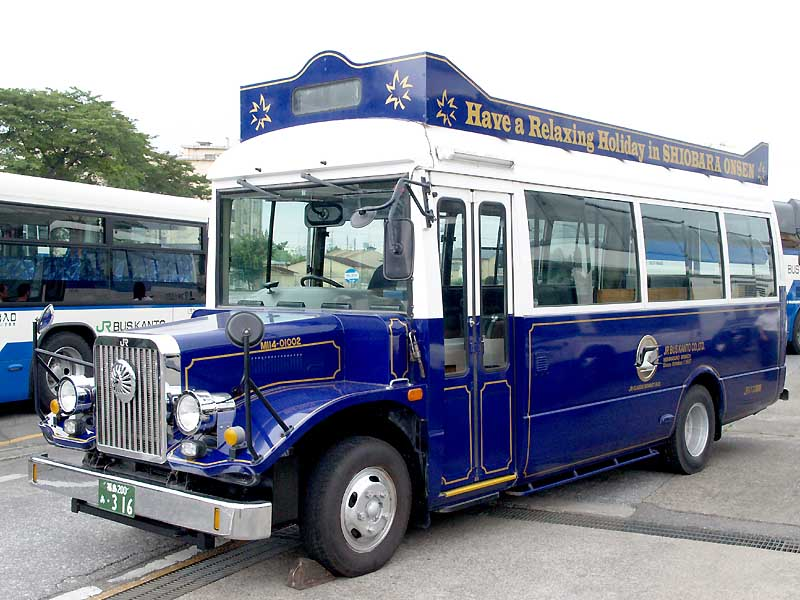
キャブオーバーマイクロバスベースのレトロ調ボンネットバス JRバス関東「塩原温泉巡回バス」 三菱・KK-BE63EG改
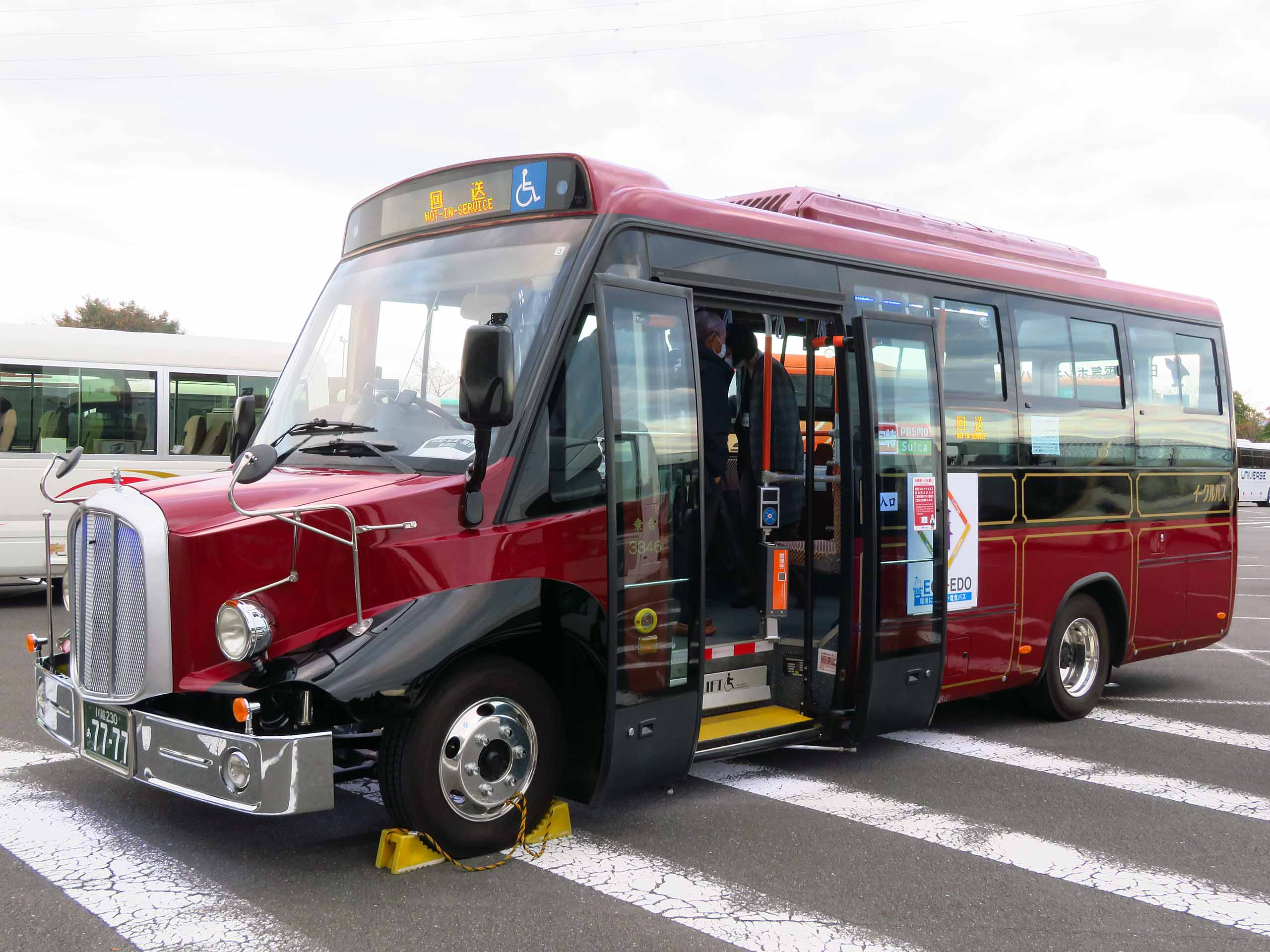
電動バスベースのレトロ調ボンネットバス イーグルバス「小江戸巡回バス」中国・揚州亜星＋オノエンジニアリング

### レトロバスとしての保存
- NPO法人日本バス文化保存振興委員会が、ボンネットバスを含む古いバスを収集・保存している。動態保存しているバスをイベントなどに貸し出すこともある[6][7]。
- ジェイ・バス（動態保存）ジェイ・バスにてレストアし、小松事業所でのイベント時に使用、東野交通100周年記念イベントやはとバス70周年記念イベントなどに貸出された[8]。
- いすゞプラザ（動態保存）[9]
- 神奈川中央交通（静態保存、動態保存　木炭自動車「三太号」）[10]
- 日本自動車博物館（静態保存、動態保存）[11]
- 神戸市交通局（保管・イベント、こべっこ号）[12]
- 創造広場アクトランド（静態保存、動態保存）[13]

### ボンネットバスを観光目的で所有する日本の会社等
- 北海道中央バス（貸切バス）[14]
- 岩手県北自動車（路線バス・イベント）[15]
- 広田タクシー（貸切バス）[16]
- イーグルバス（路線バス、ファンタスティックバス・ボンネット電動バス）
- 山梨交通（保管・イベント、元国際興業バス「さわらび号」）[17]
- 東海バス（イベント用、貸切バス）[18]
- 魚沼交通（周遊バス）
- オーワ（貸切バス）[19]
- 濃飛乗合自動車（イベントや貸切バス）[20]
- 丹後海陸交通（イベントや貸切バス）[21]
- 奈良交通（イベント用）[22]
- 鳥取県岩美町（ツアーバス）日本交通に運行委託[23]
- 岡山県高梁市（観光周遊バス）備北バスに運行委託[24]
- 鞆鉄道（定期観光バス）[25]
- 呉市（保管・イベント）- 呉市交通局の広島電鉄への業務移管に伴い管理委託[26]
- やなぎや観光（貸切バス・イベント）[27]
- 四国交通（定期観光バス）[28]
- ホテルかずら橋（自家用バス）[29]
- かずら橋タクシー（貸切バス）[30]
- エス・ケイ（貸切バス）[31]
- 大宝観光バス（貸切バス）[32]
- 大分県豊後高田市（周遊バス）大交北部バスに運行委託[33]
- 熊本県山江村（イベント用）[34]
- 南九州あづま交通（貸切バス）

### かつて保有していた会社等
- 函館バス（路線バス）
- 磐梯東都バス（路線バス）
- のんびり温泉（のんびりアルパカ牧場、送迎バス）※施設閉鎖
- 湖国バス（路線バス）
- 富山地方鉄道

## アメリカ合衆国のボンネットバス
アメリカ合衆国ではボンネットバスが公共交通機関やレンタカーの送迎バスなどで利用されている例はまずなく、一般的に通学用のスクールバスとして使用されている。この点については利便性ではなくアメリカンカルチャーの継承を優先する理念があるとの指摘がある。アメリカではスクールバスの児童・生徒の乗降時に対向車も含めて車両には停車する義務があり、バス車体（黄色など）のエクステリアデザインには明確にスクールバスであることを示す意味もあるとされる。
ボンネットバスはトラックをベースに製造され、ホイールベースやフェンダー、車高などにトラックの特徴を残してスクールバスとして運用されているものもある。通常のバスと違い後部にエンジンがないため、スクールバスの最後部には大きく開く非常口が設けられている。

## フィリピンのボンネットバス
フィリピンでは中古エンジンを搭載したジプニー（ジープニー）が幹線道路における交通手段になっている。ただし、ジプニーは利用されているのは主に幹線道路であり、支線ではトライシクルなどの交通手段が利用されている。

## グアテマラのボンネットバス
グアテマラではボンネットバスが庶民的な交通機関として利用されている。特に農村部では、イヌ、ブタ、ニワトリなども乗せられており「チキンバス」とも呼ばれている。

## ギャラリー

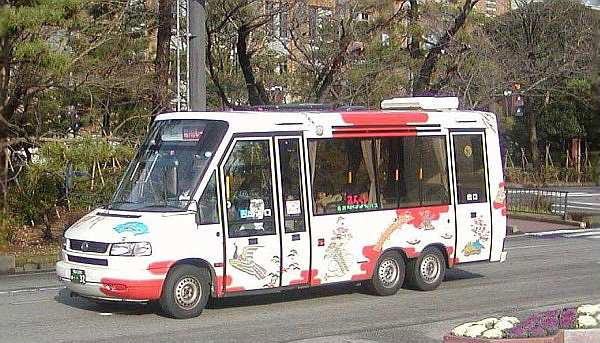
北陸鉄道 「金沢ふらっとバス」 クセニッツ・CITY-III
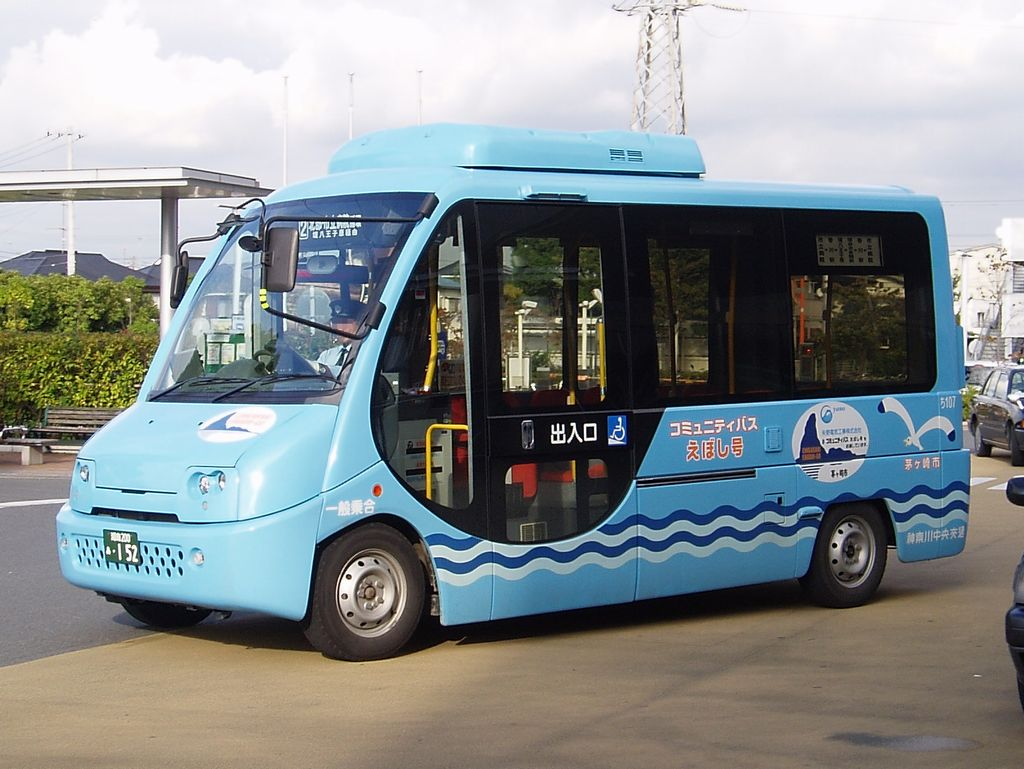
神奈川中央交通 茅ヶ崎市 日野・ポンチョ（初代）
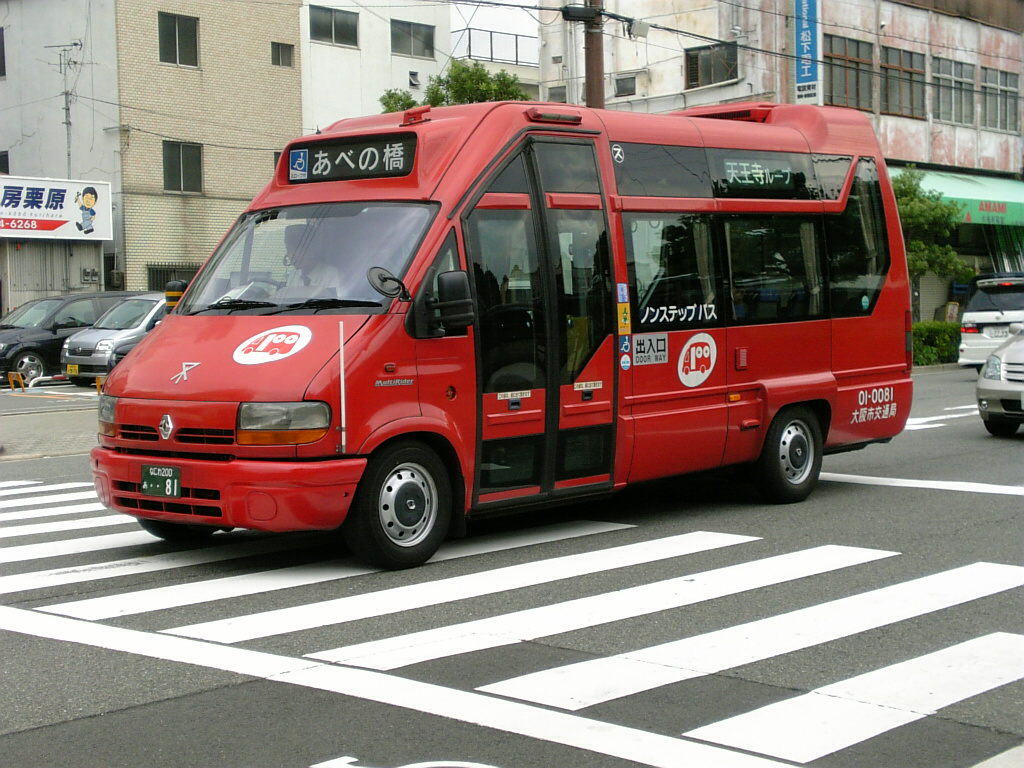
大阪市交通局 赤バス オムニノーバ・マルチライダー